# Thysanoprymna
Thysanoprymna is een geslacht van vlinders van de familie spinneruilen (Erebidae), uit de onderfamilie Arctiinae.

## Soorten
- T. cepiana Druce, 1893
- T. haemorrhoidea Rothschild, 1910
- T. haemorrhoides Schaus, 1905
- T. hampsoni Dognin, 1907
- T. morio Seitz, 1920
- T. palmeri Rothschild, 1916
- T. pyrrhopyga Walker, 1865
- T. roseocincta Seitz, 1920
- T. superba Schaus, 1889